# Unterreitnauer Moos und NSG 'Mittelseemoos bei Wasserburg'
Unterreitnauer Moos und NSG 'Mittelseemoos bei Wasserburg' este o arie protejată (arie specială de conservare — SAC, sit de importanță comunitară — SCI) din Germania întinsă pe o suprafață de 54,14 ha, integral pe uscat.

## Localizare
Centrul sitului Unterreitnauer Moos und NSG 'Mittelseemoos bei Wasserburg' este situat la coordonatele 47°35′08″N 9°39′47″E / 47.5856°N 9.6631°E.

## Înființare
Situl Unterreitnauer Moos und NSG 'Mittelseemoos bei Wasserburg' a fost declarat sit de importanță comunitară în noiembrie 2004 pentru a proteja 1 specie de plante și 4 specii de animale. Situl a fost protejat și ca arie specială de conservare în aprilie 2016.

## Biodiversitate
Situată în ecoregiunea continentală, aria protejată conține 5 habitate naturale: Pajiști cu Molinia pe soluri calcaroase, turboase sau argilos-nămoloase (Molinion caeruleae), Liziere de ierburi înalte hidrofile de câmpie și de nivel montan până la alpin, Mlaștini turboase de tranziție și turbării mișcătoare, Izvoare petrifiante cu formare de travertin (Cratoneurion), Mlaștini alcaline.
La baza desemnării sitului se află mai multe specii protejate:
- plante (1): moșișoare (Liparis loeselii)
- nevertebrate (4): Coenagrion mercuriale, fluturele auriu (Euphydryas aurinia), phengaris nausithous (Maculinea nausithous), Maculinea teleius